# Плеснеск
Плеснеск или Плиснеск, (др.-рус. Плѣсньскъ, Плѣснескъ, Преснескъ, укр. Пліснеськ) — древнерусский город в районе верховьев Западного Буга у истоков Серета. Его городище расположено южнее села Подгорцы Золочевского района Львовской области Украины.

## Городище
Сохранилось славянское городище IX—X веков и древнерусское городище XII—XIII веков (летописный Плеснеск) с курганным могильником площадью около 160 га, окружённые системой земляных валов и рвов общей длиной около 7 км. Это самый крупный памятник древнерусских фортификационных сооружений. В конце X века максимальная площадь укреплённой территории славянского городища доходила до 450 га. Высота отдельных валов ещё и ныне достигает 12 метров, на некоторых их участках сохранились облицовочные каменные плиты.

## История
Большое и хорошо укреплённое поселение было построено в VII веке союзом восточнославянских племён на территории Западной Волыни (возможно дулебами, волынянами или хорватами). В VII—VIII веках древнеславянское поселение занимало сначала площадь 10 — 12 га. Языческий сакральный центр находился в урочище «Оленин Парк» и занимал мысовое возвышение с едва заметной юго-восточной экспозицией (форма приближена к овалу). По предварительным подсчётам площадь языческого сакрального центра составляла около 0,3 га. Большое число уникальных находок свидетельствует о связях Плесненска этого времени с Великой Моравией и поморскими славянами, раннем христианстве уже в IX веке, фортификационном строительстве и развитии ремесла.
В IX—X веках здесь сложился крупный региональный, возможно, раннегосударственный центр, внешние линии обороны которого охватывали территорию площадью ок. 300 га — одно из крупнейших городищ лука-райковецкой культуры. Через Плеснеск проходил торговый путь, связывавший будущий Киев и Среднее Поднепровье с Великой Моравией и Германией. Также в Плеснеске существовал языческий культовый центр. Второго столь развитого поселения этого периода на территории, занимаемой восточными славянами, нет.
Представления о «поздней» (конец Х — начало XI в.) хронологии начала древнерусского влияния в Плиснеске были ошибочны — массовое распространение древнерусских форм гончарной посуды в будущей Галицко-Волынской земле приходится на вторую половину X века.
В конце X века городище было сожжено, вероятнее всего Владимиром Святославичем во время похода на белых хорватов 992 — 993 годов. На месте сожжённого племенного городища в конце X века — начале XI века был построен княжеский древнерусский город площадью 5 га, ремесленный и торговый центр, расположенный на месте, где сходились пути из Киева на Перемышль и из Владимира-Волынского на Галич, на границе Галицкой и Волынской земель.
На протяжении XII—XIII веков Плеснеск являлся самым крупным городом Волынского, а позже Галицко-Волынского княжества, окружённым рядом сельских и небольших укреплённых поселений.
Плеснеск упоминается в Ипатьевской летописи под 1188 годом в записи, где повествуется о неудачной попытке князя Романа Мстиславича Галицкого изгнать из Плеснеска галицких бояр и их венгерских союзников:

«Роман же вперед вои посла ко Пресньску, да заедут Преснеск [Плеснеск] переди. Они же затворишася. Угре же и галичане заехаша и у Преснеск [у Пленска], инех изимаша, а друзии утекоша»

и под 1233 годом:

«Данил же поиде со братом и со Олександром Плесньску»,
а также во фрагменте «Слова о полку Игореве» — сне Святослава:

«Всю нощь съ вечера босуви врани възграяху у Плѣсньска на болони, бѣша дебрь Кисаню и не сошлю къ синему морю».
В конце XII века город Плеснеск был мощным укреплением с высокими валами, глубокими рвами, частоколами, крепостными башнями. В войнах с иноземцами и борьбе князей за объединение и укрепление Галицко-Волынского княжества Плеснеск играл важную роль.
Весной 1233 года Плеснеск был взят объединёнными войсками князей Даниила и Василька Романовичей и их двоюродного брата Александра Белзского.
В начале 1241 года Плеснеск подвергся нашествию полчищ татаро-монгольского хана Батыя. Был захвачен и полностью сожжён, о чём свидетельствует слой пепла, открытый археологическими раскопками на месте городища. После этого Плеснеск уже никогда не отстраивался. Имя его сохранилось в названии хутора, существовавшего до 1946 года, после чего он вошёл в состав села Подгорцы.

### Неподтвержденные гипотезы
По мнению Х. Ловмяньского, в середине X века Плеснеск являлся крайним восточным форпостом Чешского княжества.
И. Мыцко высказывалось также предположение о происхождении из Плеснеска княгини Ольги. По его предположению, Ольга была дочерью Олега, погибшего в Бердаа. Олега И. Мыцко отождествляет с Ильёй Муравленином, который, якобы, женился на дочери Будимира, бывшего правителем Прикарпатья.

## Археологические исследования
Первые археологические раскопки Плеснеского археологического комплекса были начаты в 1810 году. Планомерные исследования были проведены в 1946—1954 годах и продолжаются вплоть до настоящего времени.